# Сталинский план преобразования природы
Сталинский план преобразования природы, или Великий план преобразования природы, или Великое преобразование природы — комплексная программа научного регулирования природы в СССР, осуществлявшаяся в конце 1940-х — начале 1950-х годов. Проект, рассчитанный на период 1949—1965 годов, предусматривал создание восьми крупных лесных государственных полос в степных и лесостепных районах СССР общей протяжённостью свыше 5300 километров. 

## Повод
Принятию проекта предшествовали засуха и голод 1946—1947 годов, который, по разным оценкам, привел к гибели 500 000–1 миллиона человек..

## Содержание плана
«Сталинский план преобразования природы» начал обсуждаться в газетах 15 ноября 1948 года.
План был принят по инициативе И. В. Сталина и введён в действие постановлением Совета Министров СССР и ЦК ВКП(б) от 20 октября 1948 года «О плане полезащитных лесонасаждений, внедрения травопольных севооборотов, строительства прудов и водоемов для обеспечения высоких устойчивых урожаев в степных и лесостепных районах Европейской части СССР». В печати указанный документ назвали «Сталинским планом преобразования природы».
План не имел прецедентов в мировом опыте по масштабам. В соответствии с этим планом предстояло посадить лесные полосы, чтобы преградить дорогу суховеям и изменить климат на площади 120 миллионов гектаров. Центральное место в плане занимало полезащитное лесоразведение и орошение. Проект, рассчитанный на период 1949—1965 гг., предусматривал создание восьми крупных лесных государственных полос в степных и лесостепных районах общей протяжённостью свыше 5300 километров.

«Планом намечено создание в течение 1949—1965 гг. крупных государственных лесных защитных полос общим протяжением 5320 км, с площадью лесопосадок 112,38 тыс. га.

Эти полосы пройдут:

1) по обоим берегам р. Волги от Саратова до Астрахани — две полосы шириной по 100 м и протяженностью 900 км;

2) по водоразделу pp. Хопра и Медведица, Калитвы и Березовой в направлении Пенза — Екатериновка — Каменск (на Северском Донце) — три полосы шириной по 60 м, с расстоянием между полосами 300 м и протяженностью 600 км;

3) по водоразделу pp. Иловли и Волги в направлении Камышин — Сталинград — три полосы шириной по 60 м, с расстоянием между полосами 300 м и протяжённостью 170 км;

4) по левобережью р. Волги от Чапаевска до Владимировки — четыре полосы шириной по 60 м, с расстоянием между полосами 300 м и протяжённостью 580 км;

5) от Сталинграда к югу на Степной — Черкесск — четыре полосы шириной по 60 м, с расстоянием между полосами 300 м и протяженностью 570 км, хоть вначале она была задумана как лесополоса Камышин-Сталинград-Степной-Черкесск, но в силу определённых технических сложностей было решено разбить на 2 лесополосы Камышин-Сталинград вдоль р. Иловля и р. Волга и на собственно Сталинград — Черкесск и Зелёное кольцо Сталинграда связующим звеном между ними;

6) по берегам р. Урала в направлении гора Вишневая — Чкалов — Уральск — Каспийское море — шесть полос (три по правому и три по левому берегу) шириной по 60 м, с расстоянием между полосами 200 м и протяженностью 1080 км;

7) по обоим берегам р. Дона от Воронежа до Ростова — две полосы шириной по 60 м и протяженностью 920 км;

8) по обоим берегам р. Северского Донца от Белгорода до р. Дона — две полосы шириной по 30 м и протяжённостью 500 км.»

## Цели и задачи

Советский плакат, посвящённый реализации государственного плана лесопосадок

Целью данного плана было предотвращение засух, песчаных и пыльных бурь путём строительства водоёмов, посадки лесозащитных насаждений и внедрения травопольных севооборотов в южных районах СССР (Поволжье, Западный Казахстан, Северный Кавказ, Украина). Всего планировалось высадить более 4 млн га леса и создать государственные полезащитные полосы длиной свыше 5300 км. Эти полосы должны были предохранять поля от жарких юго-восточных ветров — суховеев. Помимо государственных лесных защитных полос, высаживались лесополосы местного значения по периметру отдельных полей, по склонам оврагов, вдоль уже существующих и вновь создаваемых водоёмов, на песках (с целью их закрепления). Помимо этого, внедрялись более прогрессивные методы обработки полей: применение чёрных паров, зяби и лущения стерни; правильная система применения органических и минеральных удобрений; посев отборных семян высокоурожайных сортов, приспособленных к местным условиям.
План предусматривал также внедрение травопольной системы земледелия, разработанной выдающимися русскими учёными В. В. Докучаевым, П. А. Костычевым и В. Р. Вильямсом. Согласно этой системе, часть пашни в севооборотах засевалась многолетними бобовыми и мятликовыми травами. Травы служили кормовой базой животноводства и естественным средством восстановления плодородия почв. План предусматривал не только абсолютное продовольственное самообеспечение Советского Союза, но и наращивание со второй половины 1960-х годов экспорта отечественных зерно- и мясопродуктов. Созданные лесополосы и водоёмы должны были существенно разнообразить флору и фауну СССР. Таким образом, план совмещал в себе задачи охраны окружающей среды и получения высоких устойчивых урожаев.

## Реализация
Для проработки и реализации плана был создан институт «Агролеспроект» (позднее институт «Росгипролес», ликвидированный в процедуре банкротства 18.11.2019 г.). По его проектам лесами покрылись четыре крупных водораздела бассейнов Днепра, Дона, Волги, Урала, европейского юга России. Первая спроектированная «Агролеспроектом» государственная лесополоса вытянулась от уральской горы Вишнёвая до побережья Каспия, протяжённость — более тысячи километров. Общая протяжённость крупных государственных полезащитных полос превышала 5300 км. В этих полосах было посажено 2,3 млн га леса.
Одновременно с устройством системы полезащитных лесонасаждений была начата большая программа по созданию оросительных систем. В СССР было создано около 4 тыс. водохранилищ, вмещающих 1200 км3 воды. Они позволили резко улучшить окружающую среду, построить большую систему водных путей, урегулировать сток множества рек, получать огромное количество дешёвой электроэнергии, использовать накопленную воду для орошения полей и садов. Предлагался проект посадки деревьев в гигантской сети ветрозащитных лесополос по всей степи юга Советского Союза, аналогично тому, что было сделано на северных равнинах США в 1930-е годы после засухи и обширного ущерба, причиненного в годы «Пыльного котла».  Идея заключалась в том, что установка ветрозащитных полос вокруг рек на юге России и вокруг колхозов якобы остановит засушливые ветры из Средней Азии, которые, как считалось, вызвали засуху. Акции сопровождались обширной пропагандой, в том числе патриотической ораторией «Песнь о лесах», сочиненной Дмитрием Шостаковичем. Курировать план должно было Главное управление полезащитного лесоразведения (ГУПЛ), которым руководил научно-технический комитет, в который входил Трофим Лысенко. Лысенко продвигал политику «гнездовой посадки» деревьев, где, как он считал, представители одного вида помогали друг другу. Он сажал деревья с высокой плотностью и утверждал, что на ранних стадиях растения подвергались «самопрореживанию», совместно борясь с сорняками, а затем некоторые растения жертвовали собой ради основного растения. Эколог и оппонент Лысенко Владимир Николаевич Сукачев зафиксировал, что к сентябрю 1951 года 100% деревьев, посаженных «гнездовым методом» на уральских территориях, погибли. Хотя план не достиг ни одной из заявленных целей, некоторые колхозы, окруженные плантациями, дали более высокие урожаи благодаря улучшенному хранению воды. Для решения проблем, связанных с осуществлением пятилетнего плана мелиоративных работ, был привлечён Институт инженеров водного хозяйства имени В. Р. Вильямса. Советское правительство запустило ряд обширных проектов в области мелиорации земель, гидротехники для регулирования водных ресурсов, ирригации и энергетики, а также в вспомогательных областях. Завершение строительства планировалось в 1965 году, но после смерти Сталина в 1953 году проекты были в основном заброшены.

### Система ЛЗС
Для реализации Плана была создана общегосударственная система «Лесозащитных станций» (ЛЗС) по типу общегосударственной системы МТС. Типовой договор МТС с колхозами был использован как образец для оформления взаимоотношений колхозов с вновь организованными лесозащитными станциями.

## Результаты
Осуществлённые мероприятия привели к росту урожайности зерновых на 25—30 %, овощей — на 50—75 %, трав — на 100—200 %. Также в результате роста капиталовложений в сельское хозяйство и улучшения технической оснащённости колхозов и совхозов удалось создать прочную кормовую базу для развития животноводства (значительную роль в этом сыграли машинно-тракторные станции). Производство мяса и сала в 1951 году по сравнению с 1948 годом возросло на 80 %, в том числе свинины — на 100 %, производство молока — на 65 %, яиц — на 240 %, шерсти — на 50 %. В результате существенно увеличилась доля общественного животноводства колхозов и совхозов в производстве животноводческой продукции: в 1950 году она составила 33 % по мясу, 25 % — по молоку, 11 % — по яйцам. Но в какой мере это связано именно с данной программой — неизвестно.
Ликвидацию, предположительно, начал Маленков, переведя лесозащитные станции (ЛЗС) в МТС Постановлением Совмина Союза от 6 июня 1953 г. N 1409 «Об использовании лесозащитных станций в сельском хозяйстве»: «В связи с прекращением работ по созданию государственных защитных лесных полос и дубовых лесов промышленного значения и прекращения как обязательного для колхозов и совхозов государственного планирования полезащитных лесных полос Совет Министров Союза ССР постановляет: …».
Со смертью Сталина в 1953 году выполнение плана было свёрнуто. Многие лесополосы были вырублены, несколько тысяч прудов и водоёмов для разведения рыбы были заброшены, созданные в 1949—1955 годах 570 лесозащитных станций были ликвидированы.

## Текущее состояние
В годы перестройки, c 1985 года работы по расширению и модернизации системы ирригации и лесопосадок, созданных в СССР, были прекращены, а сама система стала разрушаться и выводиться из строя. В результате снабжение сельского хозяйства водой стало снижаться и с 2004 года колеблется на уровне около 8 км3 — в 3,4 раза меньше, чем в 1984 году. В 1980-е годы в лесополосах ещё проводилась посадка леса в размере 30 тыс. га в год, после 1995 года она колебалась на уровне около 2 тыс. га, а в 2007 году составила 0,3 тыс. га. Созданные лесополосы зарастают кустарником и теряют свои защитные свойства. Также, из-за бесхозности, лесонасаждения стали вырубать.

«До 2006 года они входили в структуру Минсельхоза, а затем были статусно ликвидированы. Оказавшись ничьими, лесополосы стали интенсивно вырубаться под коттеджную застройку или с целью получения древесины».

Генеральный директор института «Росгипролес» М. Б. Войцеховский

Но, несмотря на постепенную деградацию, лесополосы по сей день продолжают выполнять и снегозадерживающие функции.

## Отражение в культуре
Как свидетельство небывалого подъёма энтузиазма трудящихся масс по преобразованию природы, Сталинский план нашёл своё отражение в культуре социалистического реализма. Долматовским (текст) и Шостаковичем (музыка) была создана «Песнь о лесах», восхваляющая грандиозное воздвижение лесов, отражающая долгие народные муки, связанные с голодом из-за засухи, радость молодёжи (пионерии и комсомольцев), призывающей к украшению Земли садами, и представления народа о будущей советской природе, приближающей век коммунизма.